# 普氏長頸龜
普氏長頸龜（學名：Chelodina pritchardi）为蛇頸龜科小長頸龜屬下的一个种，只生活在巴布亞新幾內亞。

## 外部連結
- Asian Turtle Trade Working Group 2000.  Chelodina pritchardi （页面存档备份，存于）.   2006 IUCN Red List of Threatened Species.  （页面存档备份，存于）  Downloaded on 29 July 2007.